# Dekret o kanonie Pisma Świętego
Dekret o kanonie Pisma Świętego – dekret uchwalony na IV sesji Soboru trydenckiego w dniu 8 kwietnia 1546 r., zawierający uroczystą definicję dwóch równorzędnych źródeł wiary (Biblia oraz Tradycja), a także uroczystą definicję kanonu Biblii, czyli ksiąg uważanych przez Kościół rzymskokatolicki za natchnione. Dokument ten zawiera wykaz ksiąg w którym wymieniono również Księgi deuterokanoniczne. Dekret ten ma wartość nauczania nieomylnego.